# Bataille de Dutch Harbor
Seconde Guerre mondiale
La bataille de Dutch Harbor est une bataille de la Seconde Guerre mondiale qui opposa les Japonais aux Américains à Dutch Harbor (actuelle Unalaska) sur l'île Unalaska dans les îles Aléoutiennes, en Alaska, aux États-Unis, connue sous le nom de « Ounalashka » (« près de la péninsule ») par les Unangan, qui ont été les premiers à habiter l’île.
La bataille de Dutch Harbor constituait une diversion avant d’enclencher une vaste offensive dans le Pacifique Sud. Cette diversion est menée avec une partie réduite de la flotte de l’amiral Hosogaya.
Le 5 mai 1942, une armada de 200 navires japonais, incluant huit porte-avions, prend le large en direction de Midway (Bataille de Midway qui sera un échec cuisant pour les Japonais). À mi-chemin, les porte-avions légers Ryūjō  et Jun’yō changent de cap en direction des Aléoutiennes, accompagnés de six croiseurs et de treize destroyers. Le groupe aéronaval du Jun’yō compte 18 chasseurs Mitsubishi A6M Zero et autant de bombardiers en piqué Aichi D3A Val, alors que le Ryūjō emporte 12 appareils Zero et 18 bombardiers torpilleurs Nakajima B5N Kate.
Le 3 juin 1942, l'aéronavale japonaise décide de bombarder Dutch Harbor, bombardement qui échouera en grande partie à cause des mauvaises conditions météorologiques. Cette bataille est importante car c'est l'une des seules batailles qui se passent directement sur le sol américain pendant la seconde guerre mondiale. Dutch Harbor se trouve à 1 800 miles de la pointe nord des îles Kouriles, au nord du Japon, ce qui rend donc cet endroit facilement attaquable par les airs, car les avions peuvent faire la route en partant directement des îles Kouriles ou peuvent approcher Dutch Harbor via un porte-avions.
C'est à la suite de cette bataille que le Zero d'Akutan sera récupéré. La perte du Zéro d’Akutan va toutefois se révéler désastreuse pour le Japon et une chance inespérée pour les Alliés. Découvert par hasard par un hydravion Catalina cinq semaines après l’attaque de Dutch Harbor, le Zero presque intact avec son pilote mort aux commandes sera récupéré. Une fois réparé, ce Zero effectua toute une série d’évaluations au sol et en vol afin de cerner ses forces et ses faiblesses. Cela permettra aux Américains d’adapter leurs tactiques de combat aérien afin de prendre l’ascendant sur ce redoutable chasseur japonais, jusque-là considéré presque invulnérable.
Cette bataille est peu connue car elle se passe sur le front oublié du Pacifique et qu'elle a fait peu de dégâts. 
Si l'importance de cette bataille et son impact sur la seconde guerre mondiale sont relatives, elle permettra à l'Alaska de développer son économie. Les dépenses militaires ont remplacé l’or, le charbon et la fourrure qui avaient alimenté l’Alaska avant la guerre, marquant le début de deux décennies de prospérité qui permettront au territoire de devenir un État et de le maintenir en croissance jusqu’à ce que le pétrole devienne le principal moteur économique de l’État.
La guerre en Alaska est d’abord un dépotoir de vieux équipements militaires mais se transforma soudainement en une forteresse moderne. Ce statut a grandi avec la fin de la menace japonaise et l'émergence de la menace soviétique.
Les restes de la base navale sont encore présents sur l'île. 